# Epaphroditus Ransom

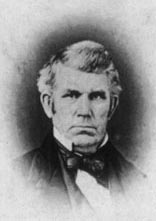
Epaphroditus Ransom

Epaphroditus Ransom (* 24. März 1798 in Shelburne Falls, Franklin County, Massachusetts; † 11. November 1859 in Fort Scott, Kansas) war ein US-amerikanischer Jurist und Politiker und von 1848 bis 1850 der siebte Gouverneur des Bundesstaates Michigan.

## Frühe Jahre und politischer Aufstieg
Die Quellenangaben über Ransoms genaues Geburtsdatum sind unterschiedlich. Am wahrscheinlichsten erscheint der 24. März 1798, weil dieses Datum auf seinem Grabstein zu lesen ist. Ransom besuchte die Chester Academy in Vermont. Danach studierte er bis 1823 in Northampton (Massachusetts) Jura. Anschließend begann er in Townshend (Vermont) als Anwalt zu arbeiten.
Ransoms politische Laufbahn begann in Vermont. Dort war er mehrere Jahre Abgeordneter im Repräsentantenhaus des Staates, ehe er im Jahr 1834 nach Michigan zog. In seiner neuen Heimat wurde er zunächst als Richter an verschiedenen Gerichten tätig. Unter anderem war er zwischen 1843 und 1847 Vorsitzender Richter (Chief Justice) am Michigan Supreme Court. Am 2. November 1847 wurde er als Kandidat der Demokratischen Partei zum neuen Gouverneur gewählt.

## Gouverneur von Michigan
Ransom trat sein neues Amt am 3. Januar 1848 an. Er war der erste Gouverneur von Michigan, der in der neuen Hauptstadt Lansing vereidigt wurde. In Ransoms Amtszeit wurde die erste telegraphische Verbindung zwischen Detroit und New York hergestellt. Damals wurde auch die landwirtschaftliche Gesellschaft des Staates gegründet. Auf dem Gebiet des Gesundheitswesens wurde ein Krankenhaus für Stumme, Blinde und geistig Behinderte erbaut. Außerdem kümmerte sich die Regierung des Gouverneurs um den Ausbau des Straßennetzes. Aufgrund seiner strikten Haltung gegen die Sklaverei bekam er innerhalb seiner Partei Probleme. Aus diesem Grund wurde er 1849 nicht mehr als Kandidat für die Gouverneurswahlen nominiert und musste er nach Ablauf seiner zweijährigen Amtszeit am 7. Januar 1850 aus dem Amt scheiden.

## Weiterer Lebenslauf
Auch nach dem Ende seiner Gouverneurszeit blieb Ransom politisch aktiv. Zwischen 1853 und 1854 war er Abgeordneter im Repräsentantenhaus von Michigan und Mitglied des Aufsichtsrates der University of Michigan. Außerdem war er der erste Präsident der Michigan Agricultural Society. Durch eine Wirtschaftskrise im Jahr 1855 verlor Ransom sein privates Vermögen. Daraufhin wurde er 1856 von US-Präsident James Buchanan zum Leiter der Finanzbehörde (Receiver of Public Money) in Fort Scott (Kansas) ernannt. Dort ist Ransom im Jahr 1859 auch verstorben.